# Valérie Lagrange

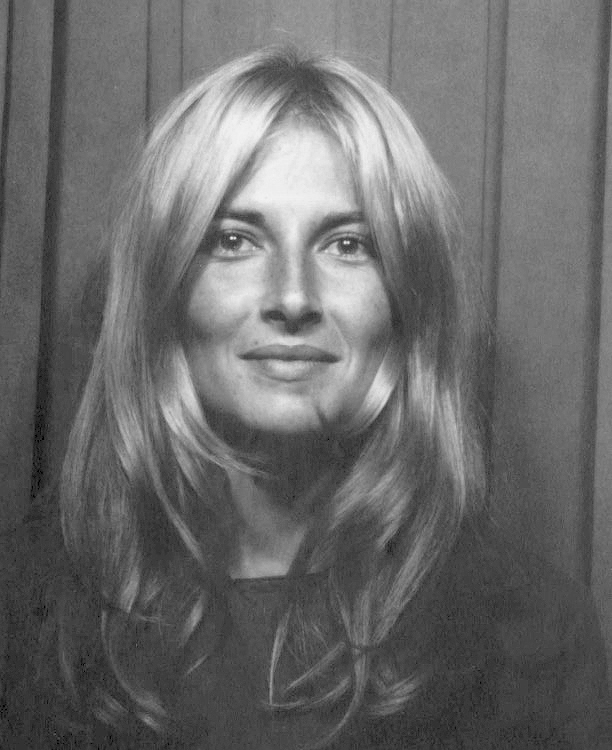
Valérie Lagrange alla fine degli anni '60.

Valérie Lagrange (Parigi, 25 febbraio 1942) è un'attrice e cantante francese.

## Filmografia parziale
- La giumenta verde (La jument verte), regia di Claude Autant-Lara (1959)
- La francese e l'amore (La française et l'amour), registi vari (1960)
- Morgan il pirata, regia di André De Toth e Primo Zeglio (1960)
- I fratelli corsi, regia di Anton Giulio Majano (1961)
- Confetti al pepe (Dragées au poivre), regia di Jacques Baratier (1963)
- Le armi della vendetta (Hardi Pardaillan!), regia di Bernard Borderie (1964)
- Il piacere e l'amore (La ronde), regia di Roger Vadim (1964)
- ...poi ti sposerò (Un monsieur de compagnie), regia di Philippe de Broca (1964)
- L'uomo di Hong Kong (Les tribulations d'un Chinois en Chine), regia di Philippe de Broca (1965)
- Un uomo, una donna (Un homme et une femme), regia di Claude Lelouch (1966)
- Mon amour, mon amour, regia di Nadine Trintignant (1967)
- Un uomo da abbattere (Un homme à abattre), regia di Philippe Condroyer (1967)
- Les idoles, regia di Marc'o (1968)
- Satyricon, regia di Gian Luigi Polidoro (1969)
- Intimità proibite di una giovane sposa, regia di Oscar Brazzi (1970)
- La vallée, regia di Barbet Schroeder (1972)
- Il gatto, il topo, la paura e l'amore (Le chat et la souris), regia di Claude Lelouch (1975)
- La fabbrica degli eroi (Le bon et les méchants), regia di Claude Lelouch (1976)
- Visa de Censure nºX, regia di Pierre Clémenti (1976)
- Chissà se lo farei ancora (Si c'était à refaire), regia di Claude Lelouch (1976)
- Le mie notti sono più belle dei vostri giorni (Mes nuits sont plus belles que vos jours), regia di Andrzej Zulawski (1989)
- Joueuse, regia di Caroline Bottaro (2009)
- On My Way (Elle s'en va), regia di Emmanuelle Bercot (2013)

## Doppiatrici italiane
- Maria Pia Di Meo in La giumenta verde, Morgan il pirata, I fratelli corsi
- Fiorella Betti in Le armi della vendetta
- Flaminia Jandolo in ...poi ti sposerò
- Vittoria Febbi in L'uomo di Hong Kong

## Discografia parziale
- 1966 - Moitié ange-Moitié bête
- 1980 - Valérie Lagrange
- 1981 - Chez moi
- 1984 - Les Trottoirs de l'éternité
- 1985 - Rebelle
- 1987 - Valérie Lagrange compilation
- 2003 - Fleuve Congo